# Antena de Oro 1973
L'Edició dels Premis Antena de Oro, concedits per la Federació d'Associacions de Professionals de Ràdio i Televisió el 30 d'abril de 1974 però corresponents al 1973, va guardonar:

## Televisió
- Eduardo Casanova Grande
- Pedro Erquicia per Informe semanal
- Ángel Martínez de la Fuente
- Ricardo Elorza
- Antonio Sánchez Padín
- Tomás García Arnalet
- Natalia Figueroa, per Si las piedras hablaran.
- Antonio Gala, per Si las piedras hablaran.
- Marisa Paredes per Estudio 1

## Ràdio
- Jordi Campà (Radio Miramar)
- Evaristo Cantero Álvarez (RCE)
- Salvador Recio (RNE)
- España a las ocho, de RNE.